# Jakobwüllesheim
Jakobwüllesheim is een plaats in de Duitse gemeente Vettweiß, deelstaat Noordrijn-Westfalen, en telt 837 inwoners (31 december 2020).
Het slechts 2 km noordwaarts gelegen Rommelsheim, gemeente Nörvenich, heeft, evenals Jakobwüllesheim zelf, sedert december 2019 een stationnetje aan de spoorlijn Düren-Euskirchen.
Jakobwüllesheim ligt in het landbouwgebied Zülpicher Börde. Hoewel op de boomloze akkers hier nog altijd suikerbieten verbouwd worden, is Jakobwüllesheim vooral een forensendorp voor mensen die in de omliggende steden een baan hebben.
Het Bubenheimer Spieleland, gelegen op het grondgebied van Rommelsheim, is een populair recreatiepark, gericht op gezinnen met kinderen van 3-11 jaar. Het ligt 500 m ten westen van de spoorlijn, tussen Rommelsheim en Jakobwüllesheim. Het is gelegen op een landgoed met voormalige boerderij, waar een succesvol kinderevenement met een maïsdoolhof aanleiding was, het kinderpretpark op te richten.
Naast dit landgoed staat het kasteeltje Burg Bubenheim, waar een lokale jagersvereniging kantoor houdt en cursussen organiseert. De oudste delen van het, in het verleden door talrijke , tot de 20e eeuw adellijke, families bewoonde gebouw dateren uit 1237.
Monumentaal is de neo-romaanse St. Jacobuskerk met twee torens. De kerk werd gebouwd in 1893/94.

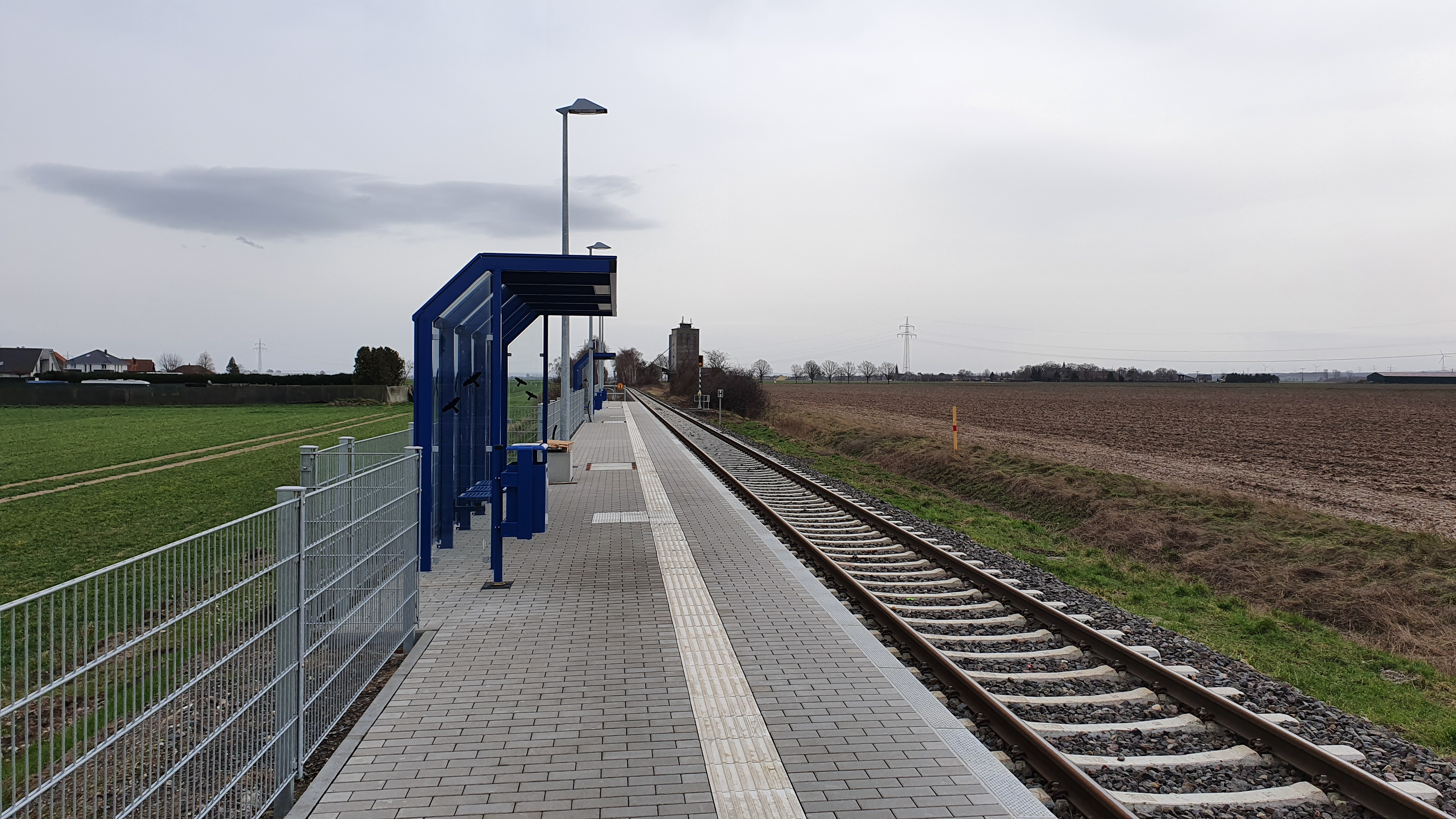
Spoorweghalte Rommelsheim
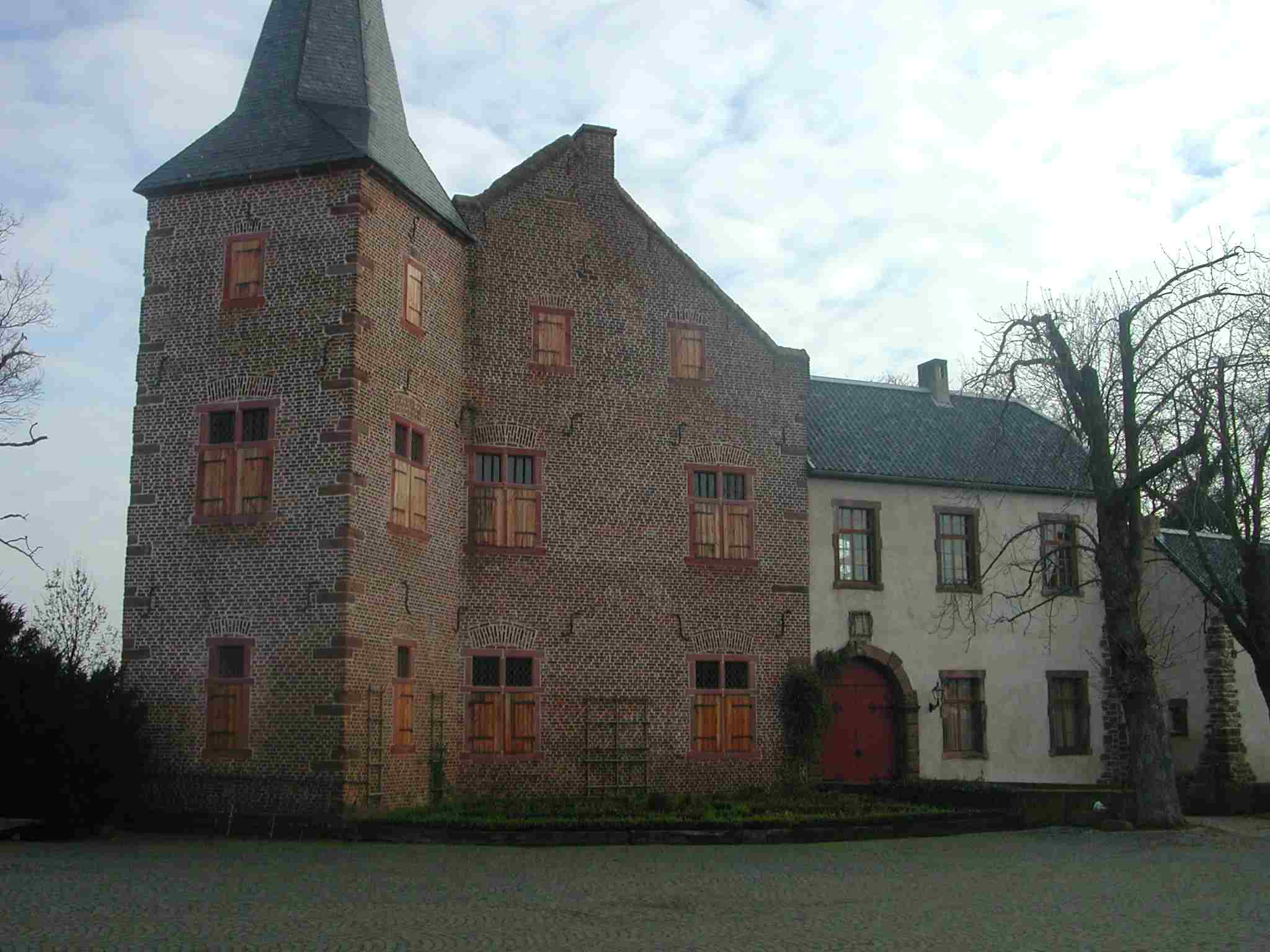
Burg Bubenheim
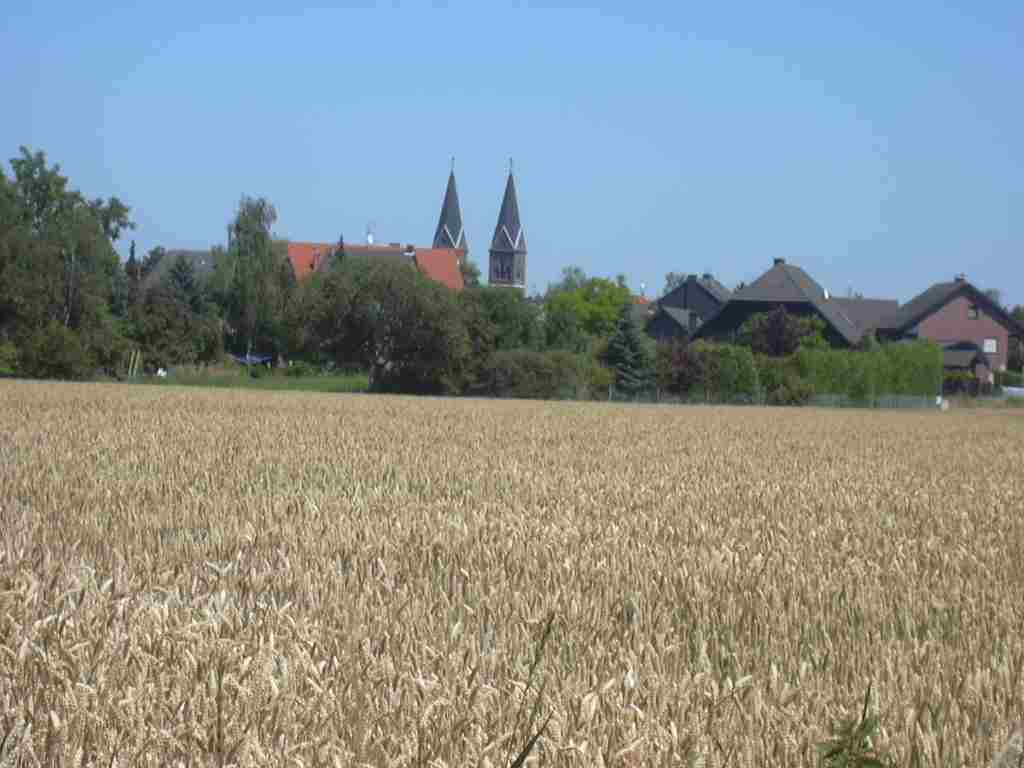
Jakobwüllesheim vanuit het westen gezien
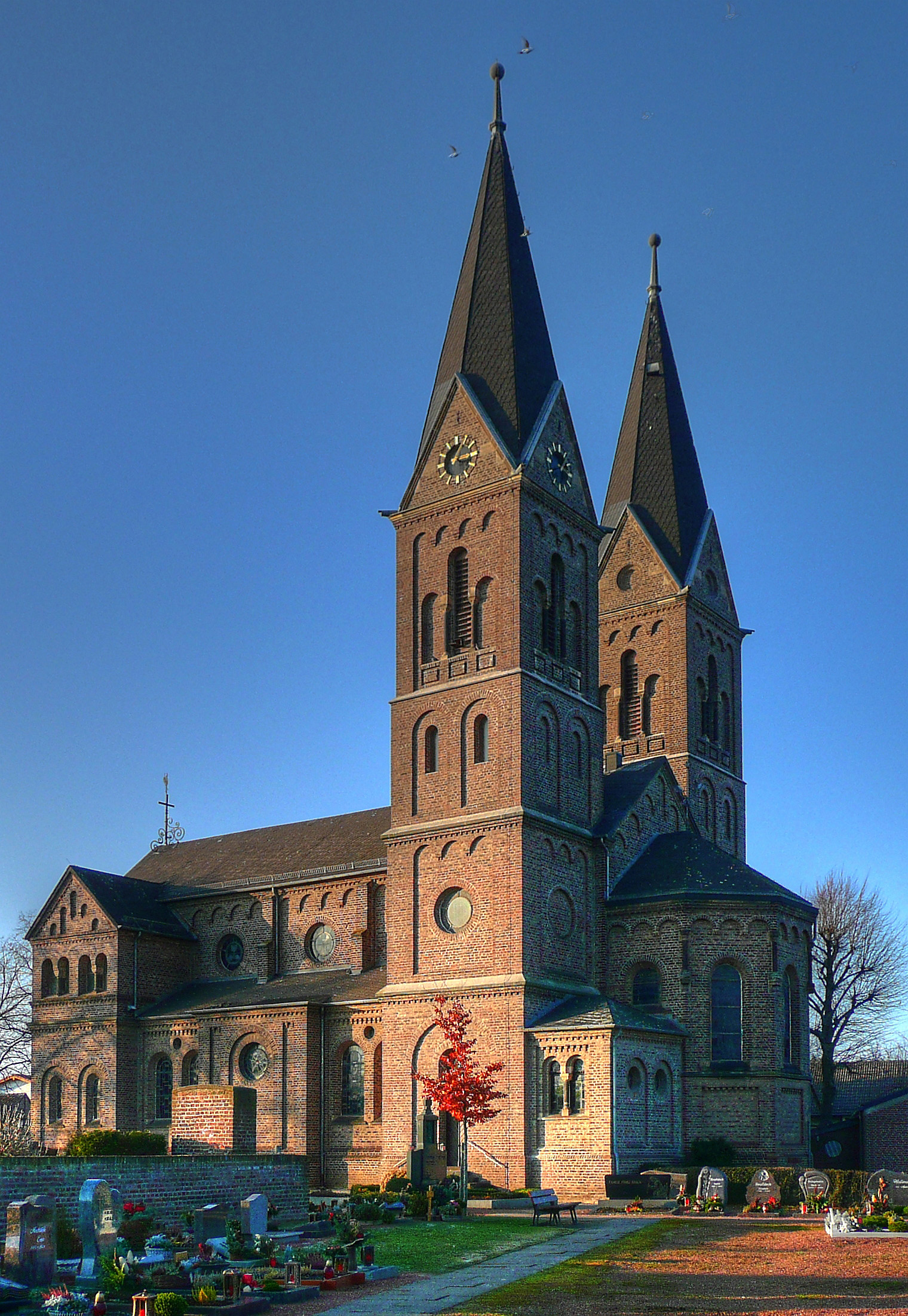
Kerk van Jakobwüllesheim (1)
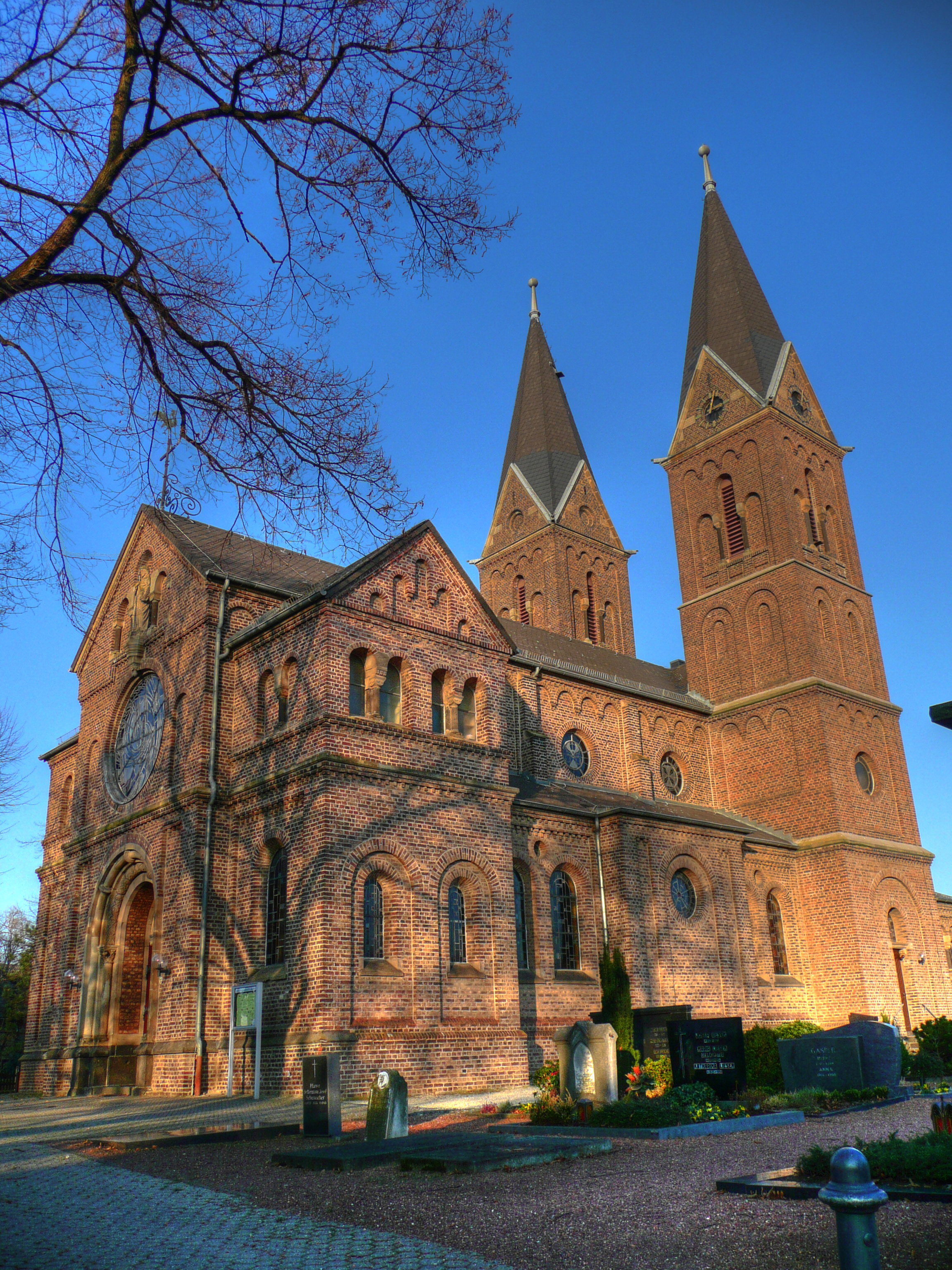
Kerk van Jakobwüllesheim (2)
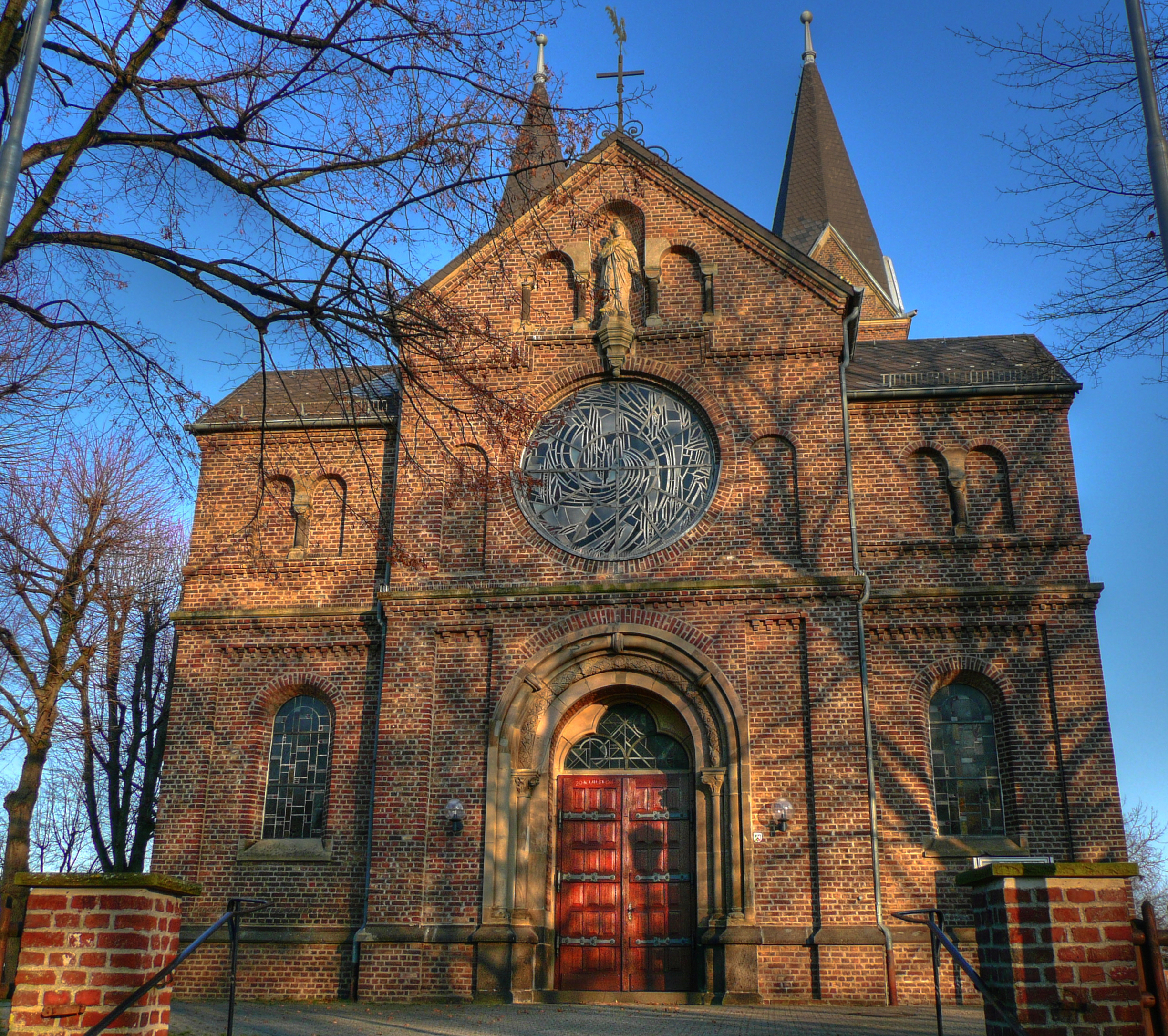
Kerk van Jakobwüllesheim (3)